# Оботин, Виталий Александрович
Оботин, Виталий Александрович (род. 22 мая 1992 года, Большой Камень) — российский спортсмен, двенадцатикратный чемпион Сурдлимпийских (Дефлимпийские) игр, многократный победитель чемпионатов России и мира по плаванию среди спортсменов-инвалидов по слуху.

## Биография
Родился в городе Большой Камень Приморского края в 1992 году, в семилетнем возрасте пошёл в секцию плавания в местном Дворце спорта. В 9 классе на соревнованиях в Арсеньеве его заметила тренер сборной Приморского края Елена Перепелица и предложила переехать во Владивосток. Там он окончил училище Олимпийского резерва и поступил в Школу культуры, искусства и спорта ДВФУ.
В 2011 году Виталий участвовал в Чемпионате мира по плаванию среди спортсменов с нарушением слуха, проходившем в португальском городе Коимбра, с которого привёз две золотые и одну серебряную медаль, а по его итогам получил звание заслуженного мастера спорта.
На Чемпионате России по плаванию среди спортсменов с нарушением слуха, проходившем с 11 по 14 апреля 2012 года в Мытищах, Виталий завоевал шесть золотых, две серебряных и две бронзовых медали, благодаря чему Приморский край, представленный одним человеком, стал третьим в общекомандном зачёте. На следующем Чемпионате России в Новочебоксарске, участвуя в шести видах программы, он выиграл шесть золотых медалей.
На XXII Дефлимпийских играх в Софии он стал рекордсменом по количеству наград, взяв медали во всех девяти видах программы, в которых он выступал — 7 золотых и 2 серебряных медали.
Окончил магистратуру Дальневосточного федерального университета в 2016 году . 